# 太田和さくら
太田和 さくら（おおたわ さくら、2000年2月3日 - ）は、日本のタレント、グラビアモデル。愛称は“さくぽむ”。
千葉県出身。ライバー所属。女性アイドルグループ「KissBee」、コレって恋ですか? （活動名「永遠縁もあ」）の元メンバー。

## 略歴

### KissBee時代
2014年8月、アイドルグループKissBeeオーディションで2期生として合格。9月7日の特典会出演をはじめに、10月11日にステージデビューを果たした。研究生として活動していたが、同年12月28日に正規メンバーに昇格し、2015年12月28日にはディファ有明での4thワンマンライブにてKissBee2代目リーダーへの就任が発表された。
2016年からはグラビアに挑戦。映像作品として、同年7月22日発売の「さくら色のラブレター」、10月29日の「秋桜〜コスモス〜」、2018年10月26日の「微笑み集めて」、2019年2月22日の「ピュア・スマイル」と作品をリリース。
2018年2月27日から卒業までは、KissBeeの正規メンバーで構成されるYouTubeチャンネル「うらきす」に参加。加入が他のメンバーより遅れた理由は、両親に止められていたからだとしている。
同年7月23日に「第９回ミスヤングチャンピオン」のグランプリを獲得。8月8日の新宿ReNyでの「ヤングチャピオン 30th.FESTIVAL」にて披露された。
2019年1月29日に、喉の不調を理由に2月2日をもってKissBeeのライブ活動を3月16日まで一時休止することを発表。その後活動休止中の3月7日、症状が回復しないことと本人の今後の活動との兼ね合いを理由に、4月6日の公演をもって卒業することが正式に発表された。

### KissBee卒業後
KissBee卒業後、TENdotに所属して活動。
2019年7月5日にYouTubeチャンネル「さくぽむチャンネル」を開設。同月16日に初動画を投稿した。2021年10月4日、コレって恋ですか?の新メンバーオーディションにオーディションネームとうふで参加。同年12月18日、最終審査を通過し新メンバーとなった。活動名は永遠縁もあ。それに伴い所属事務所を株式会社ライバーに移籍。2023年8月からはアイドルグループ「昼夜逆転」のプロデューサー。
光文社『FLASH』2024年10月8日号にて、永遠縁もあ名義では初の水着グラビアが掲載された。

## 人物
座右の銘は、「ねたむより、ねたまれろ」。感受性豊かだと言われるが、飽きっぽい性格を自覚している。芸能界に入ったきっかけは、友人がスカウトされたのを見て対抗心を持ってしまい、オーディションを受けたのがはじまり。人生において、アイドル活動が一番長続きしていた。

## 作品

### 映像作品
- さくら色のラブレター（2016年7月22日、イーネット・フロンティア、DVD）
- 秋桜〜コスモス〜（2016年10月29日、エスデジタル、DVD）
- 微笑み集めて（2018年10月26日、エスデジタル、DVD）
- ピュア・スマイル（2019年2月22日、竹書房、DVD/BD）
- ロリータグラマラス（2021年12月28日、エアーコントロール、DVD）

## 出演

### テレビドラマ
- SUMMER NUDE（2013年7月8日 - 9月16日、フジテレビ）
- チア☆ダン（2018年7月13日 - 9月14日、TBS） - 山田夏帆 役

### 映画
- わたしたち（2017年9月23日公開）

### バラエティ番組
- KissBeeベンチャーズ（2016年8月 - 2月、千葉テレビ）
- 石橋貴明のたいむとんねる（2018年4月30日、フジテレビ）
- 本能Z（2019年3月6日、CBCテレビ）
- BUZZOOKAチャンネルえなこ✕さらば森田の猫しか勝たん♯1（2021年10月15日、テレビ大阪）

### 音楽番組
- MUSIC B.B.（2016年10月 - 2017年7月、BS12） - MC＆コーナーレギュラー

### 情報番組
- シャキット!（2016年8月1日、千葉テレビ）
- グッと!金ようび（2017年1月16日、千葉テレビ）

### インターネット配信
- ワタ@アメ（2015年10月5日、Ameba FRESH! studio）
- ぶるぺん〜今まさに世に出ようとしている「あったまった人々」が登場!〜（2018年4月24日、GYAO!）